# Grainsby
Grainsby – wieś i civil parish w Anglii, w Lincolnshire, w dystrykcie East Lindsey. W 2011 civil parish liczyła 152 mieszkańców. Grainsby jest wspomniana w Domesday Book (1086) jako Grenesbi.